# Línea geodésica

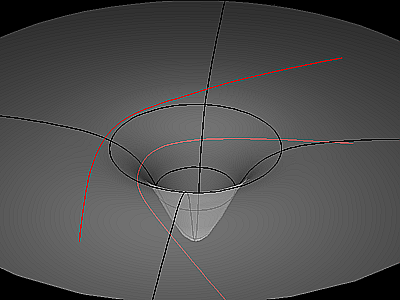
Dos líneas geodésicas, en rojo, sobre una superficie curva, esas geodésicas coinciden con las trayectorias de dos partículas en el campo gravitatorio esférico de una masa central de acuerdo con la teoría general de la relatividad.

Triángulo geodésico sobre una esfera. La línea geodésica sería cualquiera de los arcos que forman los triángulos.

En geometría, la línea geodésica se define como la línea de mínima longitud que une dos puntos en una superficie dada, y está contenida en esta superficie. El plano osculador de la geodésica es perpendicular en cualquier punto al plano tangente a la superficie. Las geodésicas de una superficie son las líneas "más rectas" posibles (con menor curvatura) fijado un punto y una dirección dada sobre dicha superficie.
Más generalmente, se puede hablar de geodésicas en "espacios curvados" de dimensión superior llamados variedades riemannianas en donde, si el espacio contiene una métrica natural, entonces las geodésicas son (localmente) la distancia más corta entre dos puntos en el espacio. Un ejemplo físico, de variedad semirriemanniana es el que aparece en la teoría de la relatividad general, que establece que las partículas materiales se mueven a lo largo de geodésicas temporales del espacio-tiempo curvo.
El término "geodésico" proviene de la palabra geodesia, la ciencia de medir el tamaño y forma del planeta Tierra; en el sentido original, fue la ruta más corta entre dos puntos sobre la superficie de la Tierra, específicamente, el segmento de un círculo máximo.

## Introducción
Una variedad Riemanniana (M, g) es una variedad diferenciable dotada de una estructura adicional de espacio métrico que permite generalizar conceptos de la geometría euclídea a espacios más generales. En concreto, el espacio tangente a cada punto se dota de un producto escalar, que determina la métrica en la variedad, dada por:
{\displaystyle g_{ij}{\big |}_{p}={\bigg \langle }{\frac {\partial }{\partial x_{i}}}{\bigg |}_{p},{\frac {\partial }{\partial x_{j}}}{\bigg |}_{p}{\bigg \rangle }}
donde <,> es el producto escalar anteriormente definido y p es cualquier punto de la variedad M.
En función de esta métrica, la longitud LC a lo largo de una curva contenida en ella se evalúa gracias a las componentes gij del tensor métrico g del siguiente modo:

{\displaystyle L_{C}=\int _{C}{\sqrt {\sum _{i,j}g_{ij}x'_{i}(t)x'_{j}(t)}}\ dt}

Donde xi(t) es la expresión paramétrica de los puntos de la curva parametrizada mediante el parámetro t. Todas las líneas geodésicas son extremales de la integral anterior. Una de las formas de obtener las ecuaciones de las geodésicas es minimizar el funcional anterior. En ese caso las ecuaciones de Euler-Lagrange proporcionan las curvas geodésicas. En el siguiente apartado seguiremos un enfoque diferente.

## Las geodésicas como curvas de aceleración nula
{\displaystyle \mathbb {R} ^{n}}posee una estructura afín que permite 'conectar' espacios tangentes de distintos puntos de una forma natural. Dado un {\displaystyle p\in \mathbb {R} ^{n}}, podemos identificar {\displaystyle T_{p}\mathbb {R} ^{n}} con el propio {\displaystyle \mathbb {R} ^{n}}, lo cual permite diferenciar campos vectoriales de manera sencilla e intuitiva. Este no es el caso para variedades Riemannianas más generales, en las que los espacios tangentes a cada punto son espacios vectoriales abstractos, de modo que no tiene sentido realizar operaciones directamente entre ellos. Para ilustrar esto, sea {\displaystyle X\in \chi (M)} un campo vectorial en M y {\displaystyle \gamma (t)\in M} una curva {\displaystyle \gamma :(-\varepsilon ,\varepsilon )\rightarrow M;\quad t\mapsto \gamma (t)}. De forma intuitiva, aplicando las técnicas del cálculo en {\displaystyle \mathbb {R} ^{n}}, si quisiéramos calcular la derivada del campo {\displaystyle X} en un {\displaystyle t_{0}\in (-\varepsilon ,\varepsilon )} a lo largo de la curva {\displaystyle \gamma }, escribiríamos:

{\displaystyle X'|_{t_{0}}=\lim _{h\to 0}{\frac {X|_{\gamma (t_{0}+h)}-X_{\gamma (t_{0})}}{h}}}

Sin embargo, {\displaystyle X|_{\gamma }(t_{0}+h)} y {\displaystyle X|_{\gamma }(t_{0})} pertenecen a espacios vectoriales distintos y la operación anterior no tiene sentido. Para ello es necesario 'conectar' los espacios vectoriales de los distintos puntos de la variedad de forma que la operación anterior tenga sentido. Para ello surge el concepto de conexión afín.

### Conexión afín
Una conexión afín es una aplicación {\displaystyle \nabla :\chi (M)\times \chi (M)\rightarrow \chi (M),\quad (X,Y)\mapsto \nabla _{Y}X} que cumple:
{\displaystyle i)\;\;\quad \nabla _{f\cdot Y_{1}+g\cdot Y_{2}}X=f\nabla _{Y_{1}}X+g\nabla _{Y_{2}}X}
{\displaystyle ii)\;\quad \nabla _{Y}(X_{1}+X_{2})=\nabla _{Y}X_{1}+\nabla _{Y}X_{2}}
{\displaystyle iii)\quad \nabla _{Y}(f\cdot X)=f\cdot \nabla _{Y}X+X\cdot Y(f)}
para funciones {\displaystyle f,g\in C^{\infty }(M)} y campos {\displaystyle X_{1},X_{2},Y_{1},Y_{2}\in \chi (M)}. 
Si elegimos una carta alrededor de un punto p de la variedad: {\displaystyle (U\ni p,\varphi =(x_{1},\dots ,x_{n}))}, entonces podemos expresar la conexión en función de las coordenadas locales. En efecto, sean:
{\displaystyle X=\sum _{i=1}^{n}f_{i}(x_{1},\dots ,x_{n}){\frac {\partial }{\partial x_{i}}}} e {\displaystyle Y=\sum _{j=1}^{n}g_{j}(x_{1},\dots ,x_{n}){\frac {\partial }{\partial x_{j}}}}. Expresemos la conexión {\displaystyle \nabla _{Y}X} en función de las coordenadas locales:
{\displaystyle \nabla _{Y}X=\nabla _{\sum _{j=1}^{n}g_{j}(x_{1},\dots ,x_{n}){\frac {\partial }{\partial x_{j}}}}{\bigg (}\sum _{i=1}^{n}f_{i}(x_{1},\dots ,x_{n}){\frac {\partial }{\partial x_{i}}}{\bigg )}}{\displaystyle =\sum _{i=1}^{n}f_{i}\sum _{j=1}^{n}{\bigg (}{\frac {\partial g_{j}}{\partial x_{j}}}{\frac {\partial }{\partial x_{j}}}+g_{j}\nabla _{\frac {\partial }{\partial x_{i}}}{\frac {\partial }{\partial x_{j}}}{\bigg )}}{\displaystyle =\sum _{k=1}^{n}{\bigg (}\sum _{i,j}f_{i}g_{j}\Gamma _{i,j}^{k}+Y(f_{k}){\bigg )}{\frac {\partial }{\partial x_{k}}}}, donde {\displaystyle \Gamma _{i,j}^{k}(x_{1},\dots ,x_{n})} son los símbolos de Christoffel de la conexión y vienen dados por la siguiente expresión:

{\displaystyle \nabla _{\frac {\partial }{\partial x_{i}}}{\frac {\partial }{\partial x_{j}}}=\sum _{k=1}^{n}\Gamma _{i,j}^{k}{\frac {\partial }{\partial x_{k}}}}.

### Derivada covariante y transporte paralelo
Ahora sea {\displaystyle Y\in \chi (M)} un campo en M y {\displaystyle c:(-\varepsilon ,\varepsilon )\rightarrow M} una curva integral de dicho campo, de modo que {\displaystyle c'(t)=Y|_{c(t)}} y sea {\displaystyle X\in \chi (M)} otro campo. Sea {\displaystyle {\overline {c}}(t)=(\varphi \circ c)(t)} la expresión local de la curva. En esta situación, el campo {\displaystyle \nabla _{Y}X|_{c(t)}} únicamente depende de {\displaystyle X|_{c(t)}} y de {\displaystyle c(t)}. Esto motiva la siguiente notación: {\displaystyle \nabla _{c'(t)}v(t):=\nabla _{Y}X|_{c(t)}}, donde {\displaystyle v(t)=X|_{c(t)}} es la restricción del campo X a la curva c. La expresión anterior particulariza el concepto de conexión afín a las restricciones de campos sobre una curva integral. Definimos derivada covariante a lo largo de una curva como:

{\displaystyle {\frac {Dv}{dt}}=\nabla _{c'(t)}v(t)}.

La derivada covariante es una generalización de la aceleración en variedades Riemannianas. 
Un campo de vectores {\displaystyle v(t)} se dice paralelo a lo largo de una curva  {\displaystyle c(t)} si su derivada covariante se anula a lo largo de esta. Dada una curva {\displaystyle c(t)} y un vector {\displaystyle v_{0}\in TpM} para algún {\displaystyle p\in M}, la existencia de dicho campo paralelo está garantizada por el teorema de existencia y unicidad de ecuaciones diferenciales ordinarias. En efecto, si tomamos la expresión de la derivada covariante e igualamos a 0 obtenemos un sistema lineal de ecuaciones diferenciales ordinarias:

{\displaystyle {\frac {Dv(t)}{dt}}=\sum _{k=1}^{n}{\bigg (}v'_{k}(t)+\sum _{i,j}v_{i}(t){\overline {c}}_{j}(t)\Gamma _{j,i}^{k}({\overline {c}}_{1},\dots ,{\overline {c}}_{n}){\bigg )}{\frac {\partial }{\partial x_{k}}}=0}, {\displaystyle v(0)=v_{0}.}

### Geodésicas
Continuando con el concepto de que la derivada covariante representa de alguna manera la aceleración, es natural concebir las geodésicas como curvas de derivada covariante nula. Como la aceleración no es una magnitud que posean las curvas sino los vectores, entonces parece natural que si {\displaystyle \gamma (t)} es una geodésica cumpla:

{\displaystyle \nabla _{\gamma '}\gamma '=0.}

Es decir, las geodésicas son curvas cuyo vector tangente es un campo paralelo a lo largo de sí misma. Aquí, como se ve, {\displaystyle v(t)=\gamma '(t)}. Expandiendo la ecuación anterior obtenemos el sistema de ecuaciones de segundo orden:

{\displaystyle \gamma ''_{k}(t)+\sum _{i,j}\Gamma _{i,j}^{k}\gamma '_{i}\gamma '_{j}=0,\quad k=1,2,...,n},

que se resuelve con las condiciones iniciales {\displaystyle \gamma (0)=p;\quad \gamma '(0)=v}. Nótese que si {\displaystyle \gamma } es una geodésica, entonces {\displaystyle |\gamma '(t)|=cte}. Esto implica, en efecto, que las geodésicas tienen aceleración intrínseca nula. Para entender esto mejor, imaginemos que nuestra variedad es la esfera unidad {\displaystyle M=\mathbb {S} ^{2}\subset \mathbb {R} ^{3}}. Entonces, las geodésicas son curvas que se recorren con velocidad constante en la esfera, lo que implica que tienen, en términos físicos, aceleración tangencial nula, pero vistas como curvas de {\displaystyle \mathbb {R} ^{3}}todavía tendrían aceleración normal distinta de 0. Ese vector aceleración normal, no obstante, no pertenece al espacio tangente a un punto de la esfera, de manera que, intrínsecamente, para un observador que viviera en la esfera, efectivamente esa curva se recorrería sin aceleración. 

#### Ejemplos
- Las geodésicas en el espacio euclídeo {\displaystyle \mathbb {E} ^{n}} son las líneas rectas.
- Las geodésicas en {\displaystyle \mathbb {H} ^{2}}, el espacio hiperbólico, son arcos de circunferencia.
- Las geodésicas en {\displaystyle \mathbb {S} ^{2}} son arcos de circunferencias máximas. Si se considera la esfera como encajada en el espacio euclídeo tridimensional entonces los círculos máximos se obtienen como intersección de la esfera con un plano que pase por su centro. En particular, los meridianos de una esfera y el ecuador son líneas geodésicas. Usando coordenadas {\displaystyle \scriptstyle {(r,\theta ,\phi )}}esféricas para una esfera de radio R, las ecuaciones de las geodésicas son simplemente:

(*){\displaystyle {\ddot {\theta }}-\sin(\theta )\cos(\theta )=0,\qquad {\ddot {\phi }}+{\frac {2\cos(\theta )}{\sin(\theta )}}{\dot {\theta }}{\dot {\phi }}=0}

En particular un meridiano que atraviese los polos norte y sur, responde a las ecuaciones paramétricas:

(**){\displaystyle \theta (s)={\frac {s}{R}},\qquad \phi (s)=\phi _{0}={\mbox{cte.}}}

Que satisface las ecuaciones (*) trivialmente.

### Curvas integrales en el fibrado tangente
El sistema de ecuaciones de las geodésicas obtenido antes no depende de {\displaystyle \gamma } explícitamente, solo de {\displaystyle \gamma ''} y {\displaystyle \gamma '}. Esto implica que dicho sistema de ecuaciones de segundo orden y tamaño n, puede transformarse fácilmente en un sistema de ecuaciones de primer orden y tamaño 2n. En efecto, llamando {\displaystyle \delta _{k}(t)=\gamma '_{k}(t)} obtenemos el sistema:
{\displaystyle \delta _{k}(t)=\gamma '_{k}(t)};     {\displaystyle \delta '_{k}=-\sum _{i,j}^{k}\delta _{i}\delta _{j}}
con condiciones iniciales {\displaystyle \gamma _{k}(0)=\gamma _{k}^{0}} y {\displaystyle \delta _{k}(0)=\gamma _{k}'^{0}}. Observando bien, este sistema puede interpretarse como un sistema de EDOs de primer orden sobre el fibrado tangente de la variedad. En efecto, nuestras nuevas variables {\displaystyle (\gamma _{1}\dots ,\gamma _{n},\delta _{1}\dots ,\delta _{n})} son un conjunto de N coordenadas y N velocidades, tales que  {\displaystyle \phi ^{-1}:(\gamma _{1}\dots ,\gamma _{n},\delta _{1}\dots ,\delta _{n})\mapsto \sum _{i}\delta _{1}{\frac {\partial }{\partial x}}{\bigg |}_{(\gamma _{1},...,\gamma _{n})}} es la inversa del homeomorfismo de una carta en el fibrado tangente. Así, las geodésicas pueden interpretarse como curvas integrales de un campo sobre el fibrado tangente, llamado campo geodésico.